# マジック・キングダム (バンド)
マジック・キングダム (Magic Kingdom) は、ベルギーのメロディックスピードメタルバンド。

## メンバー

### 現メンバー
- マイク・ヴェセーラ (Mike Vescera) - ボーカル
アメリカ合衆国出身。ラウドネス、イングヴェイ・マルムスティーン、アニメタルUSAなどで活動。
- ダッシャン・ペトロッシ (Dushan Petrossi) - ギター
アイアン・マスク、アームス・オヴ・ウォーなどで活動。
- ヴァッシリ・モルトチャノフ (Vassili Moltchanow) - ベース
ロシア出身。アイアン・マスクなどで活動。
- マイケル・ブラッシュ (Michael Brush) - ドラムス
イギリス出身。

### 元メンバー
- マックス・ルクレ (Max Leclerq) - ボーカル
フランス出身。フェアリーランドでも活動。
- オラフ・ヘイヤー (Olaf Hayer) - ボーカル
ドイツ出身。シンフォニティー、ルカ・トゥリッリでも活動。
- ローマ・シアドルスキー (Roma Siadletski) - ボーカル
ベラルーシ出身。アイアン・マスク、アームス・オヴ・ウォーでも活動。
- クリスティアン・パリン (Christian Palin) - ボーカル
ウルグアイ出身。ランダム・アイズ、エッセンス・オヴ・ソロウでも活動。
- ファビオ・リオーネ (Fabio Lione) - ボーカル
イタリア出身。ラプソディー・オブ・ファイア、アングラ、ラビリンス、ヴィジョン・ディヴァインなどで活動。
- マヌ・マーティン (Manu Martin) - キーボード
- フレデリック・ドンヘ (Frederik Donche) - キーボード
- ユリエン・スプレウテルス (Julien Spreutels) - キーボード
- エムリック・リボット (Aymeric Ribot) - キーボード
- フィリップ・ジオルダナ (Philippe Giordana) - キーボード
フランス出身。フェアリーランドでも活動。
- アントン・アルヒポフ (Anton Arkhipov) - ドラムス
ベラルーシ出身。アイアン・マスクでも活動。
- クリストフ・ホフバウアー (Christoph Hofbouer) - ドラムス
- ニコラス・スプレウテルス (Nicolas Spreutels) - ドラムス
- フレディ・オーツチード( Freddy Ortscheid) - ドラムス
スウェーデン出身。

## ディスコグラフィー
- 1999年 アライヴァル (The Arrival)
- 2004年 メタリック・トラジディー (Metallic Tragedy)
- 2010年 シンフォニー・オヴ・ウォー (Symphony of War)
- 2015年 サヴェージ・レクイエム (Savage Requiem)

## 音楽的特徴
ギタリスト兼コンポーザーであるダッシャン・ペトロッシがイングヴェイ・マルムスティーンとストラトヴァリウスのギタリストであるティモ・トルキの熱心なファンである事から、本バンドの音楽性は彼らからの影響を強く受けている。
特に、2ndアルバムの『メタリック・トラジディー』でその影響がよく見受けられる。

## 関連バンド
- アイアン・マスク / ダッシャン・ペトロッシが組んでいるもう一組のバンド。
- シンフォニティー / オラフ・ヘイヤーの在籍しているバンド。旧・ネメシス。
- ディオニソス / オラフ・ヘイヤーの在籍しているバンド。
- フェアリーランド / 元メンバーであるマックス・レクラークが本バンド脱退後に所属したバンド。
- ルカ・トゥリッリ / オラフ・ヘイヤーの在籍しているバンド。ラプソディー・オブ・ファイアのギタリストであるルカ・トゥリッリのソロプロジェクト。